# Víctor Ruiz
Víctor Ruiz Torre (* 25. Januar 1989 in Esplugues de Llobregat) ist ein spanischer Fußballspieler auf der Position des Innenverteidigers.

## Vereinskarriere

### Anfänge
Ruiz begann 1998 als Nachwuchsspieler beim FC Barcelona. Dort durchlief er bis 2002 sämtliche Altersstufen und wurde anschließend in die Jugendabteilung der unterklassig vertretenen UE Cornellà abgegeben. Bei dem Verein, dessen Herrenmannschaft in der vierten bzw. fünften Spielklasse spielte, kam Ruiz in zahlreichen Partien der Jugend zum Einsatz. Nachdem sich der Innenverteidiger im Nachwuchs hochgearbeitet hatte, wurde schließlich Espanyol Barcelona auf das Talent aufmerksam, sicherte sich sogleich die Transferrechte an dem jungen Abwehrspieler und holte ihn zu sich in den Nachwuchs. Dort kam er ab 2006 in verschiedenen Jugendmannschaften des Klubs zum Einsatz, ehe er in der Saison 2008/09 erstmals in den Kader der B-Mannschaft mit Spielbetrieb in der viertklassigen Tercera División geholt wurde. In dieser Spielzeit stieg das Team, das in der vorhergegangenen Spielzeit von der Drittklassigkeit abgestiegen war, erneut in ebendiese auf. Obgleich keine Einsatzdaten von Ruiz in der Spielzeit 2008/09 bekannt sind, absolvierte der Verteidiger in der darauffolgenden Saison in der dritthöchsten Fußballliga des Landes elf Spiele, in denen er torlos blieb. Zudem stieg er am Ende der Saison wieder mit der Mannschaft in die Tercera División ab.

### Profifußball
Sein Profidebüt gab Ruiz am 6. Dezember 2009 bei der 0:4-Niederlage gegen Racing Santander, als er über die gesamte Spieldauer eingesetzt und kurz vor dem Abpfiff mit der gelben Karte verwarnt wurde. Trainer Mauricio Pochettino erkannte das Talent des jungen Abwehrspielers und setzte Ruiz von diesem Zeitpunkt an als Stammkraft in der Hintermannschaft seines Teams an. 20 weitere Ligaeinsätze über die volle Spieldauer folgten für den Innenverteidiger bis zum Ende der Spielzeit 2009/10, zuzüglich eines Einsatzes als Ersatzspieler. Dabei gelang ihm am 21. Februar 2010 bei der 1:2-Niederlage gegen den FC Málaga und am 21. April 2010 beim 3:0-Erfolg über Atlético Madrid jeweils ein Treffer. Außerdem holte der Spieler in der Saison einen Titel mit Espanyol, das die Copa Catalunya gewann. Von einem elften Platz in der Abschlusstabelle startete Ruiz mit Espanyol Barcelona in die Saison 2010/11, wo er in den ersten 15 Runden der Saison in jeder einzelnen Begegnung durchspielte.
Mit Ende Januar 2011 wurde der Innenverteidiger schließlich für eine Ablösesumme von sechs Millionen Euro an den italienischen Erstligisten SSC Neapel abgegeben, wobei Ruiz einen Vertrag mit einer Laufzeit von viereinhalb Jahren unterzeichnete. Des Weiteren traten die Italiener die Transferrechte am argentinischen Teamspieler Jesús Dátolo, der zu diesem Zeitpunkt auf Leihbasis bei Espanyol Barcelona spielte, an die Spanier ab, wobei Espanyol schließlich 100 % der Transferrechte des Spielers besaß. In Italien konnte sich Ruiz nur schwer durchsetzen, saß des Öfteren ohne Einsatz auf der Ersatzbank und agierte nur kurzzeitig als Stammkraft. Er kam von März bis April auf lediglich fünf Meisterschaftseinsätze und erhielt danach im Mai 2011 noch seinen sechsten und bis zum Saisonende letzten Ligaeinsatz. Mit den Napolitanern schaffte er es hinter dem AC Mailand (1.) und dessen Lokalrivalen Inter Mailand (2.) mit 70 Zählern auf den dritten Tabellenplatz im Endklassement und qualifizierte sich mit dem Team für die Teilnahme an der UEFA Champions League 2011/12, wo das Team bis ins Achtelfinale kam und dem FC Chelsea unterlag. Sein Pflichtspieldebüt für den SSC Neapel gab Ruiz am 24. Februar beim Sechzehntelfinalrückspiel der UEFA Europa League 2010/11 gegen den FC Villarreal, das die Italiener mit 1:2 verloren und so aus dem laufenden Wettbewerb ausschieden; sein Ligadebüt folgte am 13. März gegen den FC Parma.

### Rückkehr nach Spanien
Noch bevor Ruiz mit seiner Mannschaft in die Saison 2011/12 startete, ergab sich ein neuerlicher Vereinswechsel des Verteidigers. Für eine Ablösesumme von etwa acht Millionen Euro wechselte Ruiz zurück in sein Heimatland und unterschrieb dort einen Fünfjahresvertrag beim FC Valencia; der Wechsel ging offiziell am 30. August 2011 vonstatten; sein Vertrag läuft voraussichtlich mit dem 30. Juni 2016 aus. Mit dem FC Valencia startete Ruiz schließlich in die Saison 2011/12 und agierte unter Unai Emery von Beginn an als Stammkraft, obgleich neben ihm auch andere starke Innenverteidiger wie Hedwiges Maduro, Adil Rami, Ángel Dealbert oder Ricardo Costa im Aufgebot des Profikaders standen und um eine Stammposition kämpften. Sein Ligadebüt für Valencia gab er am 10. September 2011 beim 1:0-Heimerfolg über Atlético Madrid. Bis dato (Stand: 8. April 2012) wurde Ruiz in 22 Ligapartien eingesetzt und war, mit Ausnahme einer Begegnung im September 2011, in jeder dieser Partien über die volle Spieldauer im Einsatz. Zudem saß er in einer Begegnung im März 2012 ohne Einsatz auf der Ersatzbank und ließ seinen Teamkollegen in der Innenverteidigung den Vortritt.
Zur Saison 2014/15 wechselte Ruiz auf Leihbasis zum FC Villarreal und nach einer weiteren Saison an diesen abgegeben.
Im Sommer 2019 wurde er vom türkischen Erstligisten Beşiktaş Istanbul verpflichtet.

## Nationalmannschaft
Erste Erfahrungen in der spanischen Jugendauswahl sammelte Ruiz im Jahre 2006, als er erstmals in den U-17-Kader Spaniens einberufen wurde und noch selben Jahr debütierte. Dies blieb zugleich auch sein einziger Einsatz in dieser Auswahl. Von 2007 bis 2008 folgten drei Länderspieleinsätze für die U-19-Nationalmannschaft, mit der er unter anderem an der Qualifikation zur U-19-EM 2008 teilnahm. Beim anschließenden Turnier, an dem Spanien als Titelverteidiger teilnahm, stand der Innenverteidiger ebenfalls im 18-Mann-Aufgebot. Die Truppe von Ginés Meléndez schied allerdings noch in der Vorrunde des Turniers aus. Kurz nach seinem Profidebüt für Espanyol wurde Ruiz Torre von Luis Milla in den spanischen U-21-Kader geholt. Neben fünf Länderspieleinsätzen bis 2011 nahm Ruiz mit der Mannschaft an der U-21-EM 2011 in Dänemark teil. Im Turnierverlauf schaffte es die Mannschaft bis ins Finale, das schließlich nach Toren von Ander Herrera und Thiago mit 2:0 gegen die Alterskollegen aus der Schweiz gewonnen wurde. Anfang Februar 2011 kam Ruiz Torre in die internationalen Medien, als er beim 2:1-Sieg im Freundschaftsspiel gegen die dänische U-21-Nationalelf seinen Kontrahenten Nicki Bille Nielsen ins Gesicht schlug, nachdem dieser vor Ruiz Gesicht provokant seinen Treffer bejubelte. Ruiz wurde daraufhin vom Schiedsrichter des Platzes verwiesen. Im Dezember 2010 wurde Víctor Ruiz Torre von Johan Cruyff in die Katalanische Fußballauswahl einberufen. Für ebendiese absolvierte er am 28. Dezember 2010 ein Spiel gegen die Nationalmannschaft von Honduras; das Spiel wurde mit 0:4 gewonnen; Torre war dabei über die volle Spieldauer als Innenverteidiger im Einsatz. Am 28. Februar 2012 absolvierte er, abermals unter Louis Milla, sein erstes Länderspiel für die U-23-(Olympia-)Auswahl Spaniens; das Spiel gegen die ägyptische U-23-Nationalelf endete in einem 3:1-Sieg der Spanier.

## Erfolge
- 1 × Aufstieg in die Segunda División B: 2008/09 (mit Espanyol Barcelona B)
- 1 × Sieger der Copa Catalunya: 2009/10 (mit Espanyol Barcelona)
- 1 × U-21-Europameister: 2011
- 1 × spanischer Pokalsieger: 2021/22 (mit Betis Sevilla)